# Europese kampioenschappen beachvolleybal 1999
De Europese kampioenschappen beachvolleybal 1999 werden van 26 tot en met 29 augustus gehouden in de Spaanse stad Palma. De kampioenschappen bestonden uit een toernooi voor mannen en een toernooi voor vrouwen. Aan de kampioenschappen deden zowel bij de mannen als de vrouwen 32 tweetallen mee, dus 64 teams en 128 spelers in totaal.  Het prijzengeld per toernooi bedroeg €100.000.
Bij de mannen prolongeerden de Zwitserse broers Martin en Paul Laciga hun titel tegen het Spaanse duo Javier Bosma en Fabio Díez. Het brons ging naar de Noren Jan Kvalheim en Bjørn Maaseide. Bij de vrouwen won het Italiaanse duo Laura Bruschini en Annamaria Solazzi het goud ten koste van de Françaises Anabelle Prawerman en Cécile Rigaux. Eva Celbová en Soňa Dosoudilová uit Tsjechië behaalden de bronzen medaille.

## Eindstand
| Mannen | Mannen                                        |
| Rang   | Team                                          |
| ------ | --------------------------------------------- |
| 1      | Martin Laciga / Paul Laciga                   |
| 2      | Javier Bosma / Fabio Díez                     |
| 3      | Jan Kvalheim / Bjørn Maaseide                 |
| 4      | Nik Berger / Oliver Stamm                     |
| 5      | Stéphane Canet / Mathieu Hamel                |
| 5      | Dmitri Karasev / Sergej Sajfoelin             |
| 7      | Sascha Heyer / Martin Tschudi                 |
| 7      | Maurizio Pimponi / Andrea Raffaelli           |
| 9      | Vegard Høidalen / Jørre Kjemperud             |
| 9      | Christian Penigaud / Jean-Philippe Jodard     |
| 9      | Milan Džavoronok / Marek Pakosta              |
| 9      | Sergej Jermisjin / Michail Koesjnerjov        |
| 13     | Guilherm Deulofeu / Eric Guissart             |
| 13     | Oliver Oetke / Andreas Scheuerpflug           |
| 13     | Christoph Dieckmann / Markus Dieckmann        |
| 13     | José Pedrosa / José Teixeira                  |
| 17     | Bartosz Bachorski / Janusz Bulkowski          |
| 17     | David Andersson / Per Magnusson               |
| 17     | Kjell Gøranson / Iver Horrem                  |
| 17     | Jörg Ahmann / Axel Hager                      |
| 17     | Björn Berg / Simon Dahl                       |
| 17     | Robert Nowotny / Peter Gartmayer              |
| 17     | Markus Egger / Bernhard Vesti                 |
| 17     | Yoyi Rodrigues / Javier Luna                  |
| 25     | Raúl Aro Perez / Francisco Rodríguez Herrera  |
| 25     | Gernot Leitner / Harald Dobeiner              |
| 25     | Simone Bendandi / Fosco Cicola                |
| 25     | Thanassis Michalopoulos / Manolis Roumeliotis |
| 25     | Ilias Arabatzis / Georgios Giatsis            |
| 25     | Kaarel Kais / Kristjan Kais                   |
| 25     | Petr Chromy / Dalibor Luska                   |
| 25     | Dariusz Parkitny / Jaroslaw Piotrowski        |

| Vrouwen | Vrouwen                                       |
| Rang    | Team                                          |
| ------- | --------------------------------------------- |
| 1       | Laura Bruschini / Annamaria Solazzi           |
| 2       | Anabelle Prawerman / Cécile Rigaux            |
| 3       | Eva Celbová / Soňa Dosoudilová                |
| 4       | Ulrike Schmidt / Gudula Staub                 |
| 5       | Rebekka Kadijk / Debora Schoon-Kadijk         |
| 5       | Maria José Almeida / Cristina Pereira         |
| 7       | Ines Pianka / Stephanie Pohl                  |
| 7       | Anna Bobrova / Olga Matvejeva                 |
| 9       | Nicole Benoit / Annalea Hartmann              |
| 9       | Martina Hudcová / Tereza Tobiášová            |
| 9       | Vasso Karadassiou / Effrosyni Sfyri           |
| 9       | Solvi Byberg / Heidi Larsen                   |
| 13      | Isabelle Chiaradia / Isabelle Fontana         |
| 13      | Maike Friedrichsen / Danja Müsch              |
| 13      | Daniela Gattelli / Lucilla Perrotta           |
| 13      | Susanne Glesnes / Kathrine Maaseide           |
| 17      | Marieke Veldhuizen / Anouk Zinger             |
| 17      | Sonia Alonso / Olena Zalubovskaya             |
| 17      | Katarina Mizdosová / Katarina Rimovská        |
| 17      | Eva Øfstaas / Marit Erlandsen                 |
| 17      | Efthalia Koutroumanidou / Slavroula Theodorou |
| 17      | Amanda Glover / Audrey Cooper                 |
| 17      | Michaela Meissinger / Veronika Haschka        |
| 17      | Ana Duarte / Daniela Sol                      |
| 25      | Nadia Erni / Karin Trüssel                    |
| 25      | Sara Montagnolli / Sabina Basagic             |
| 25      | Mazgorzata Aleksandrowska / Agata Tekiel      |
| 25      | Hana Opatovska / Zuzana Opatovska             |
| 25      | Katharina Münchmeyer / Christine Mellitzer    |
| 25      | Petra Ekblom / Maria Tvede                    |
| 25      | Susana Gomez-Espinosa / Ester Ribera          |
| 25      | Denise Austin / Monique Oliver                |

## Medaillespiegel
| Rang   | Land        | Goud | Zilver | Brons | Totaal |
| 1      | Italië      | 1    | 0      | 0     | 1      |
| 1      | Zwitserland | 1    | 0      | 0     | 1      |
| 3      | Frankrijk   | 0    | 1      | 0     | 1      |
| 3      | Spanje      | 0    | 1      | 0     | 1      |
| 5      | Noorwegen   | 0    | 0      | 1     | 1      |
| 5      | Tsjechië    | 0    | 0      | 1     | 1      |
| Totaal | Totaal      | 2    | 2      | 2     | 6      |

1993 ·
1994 ·
1995 ·
1996 ·
1997 ·
1998 ·
1999 ·
2000 ·
2001 ·
2002 ·
2003 ·
2004 ·
2005 ·
2006 ·
2007 ·
2008 ·
2009 ·
2010 ·
2011 ·
2012 ·
2013 ·
2014 ·
2015 ·
2016 ·
2017 ·
2018 ·
2019 ·
2020 ·
2021 ·
2022 ·
2023 ·
2024